# CarPlay
CarPlay — система компании Apple, позволяющая подключить iPhone, начиная с iPhone 5, к мультимедиа-адаптированному автомобилю для интеграции Siri и других служб в автомобиль. Для работы требуется iOS 7.1 или выше

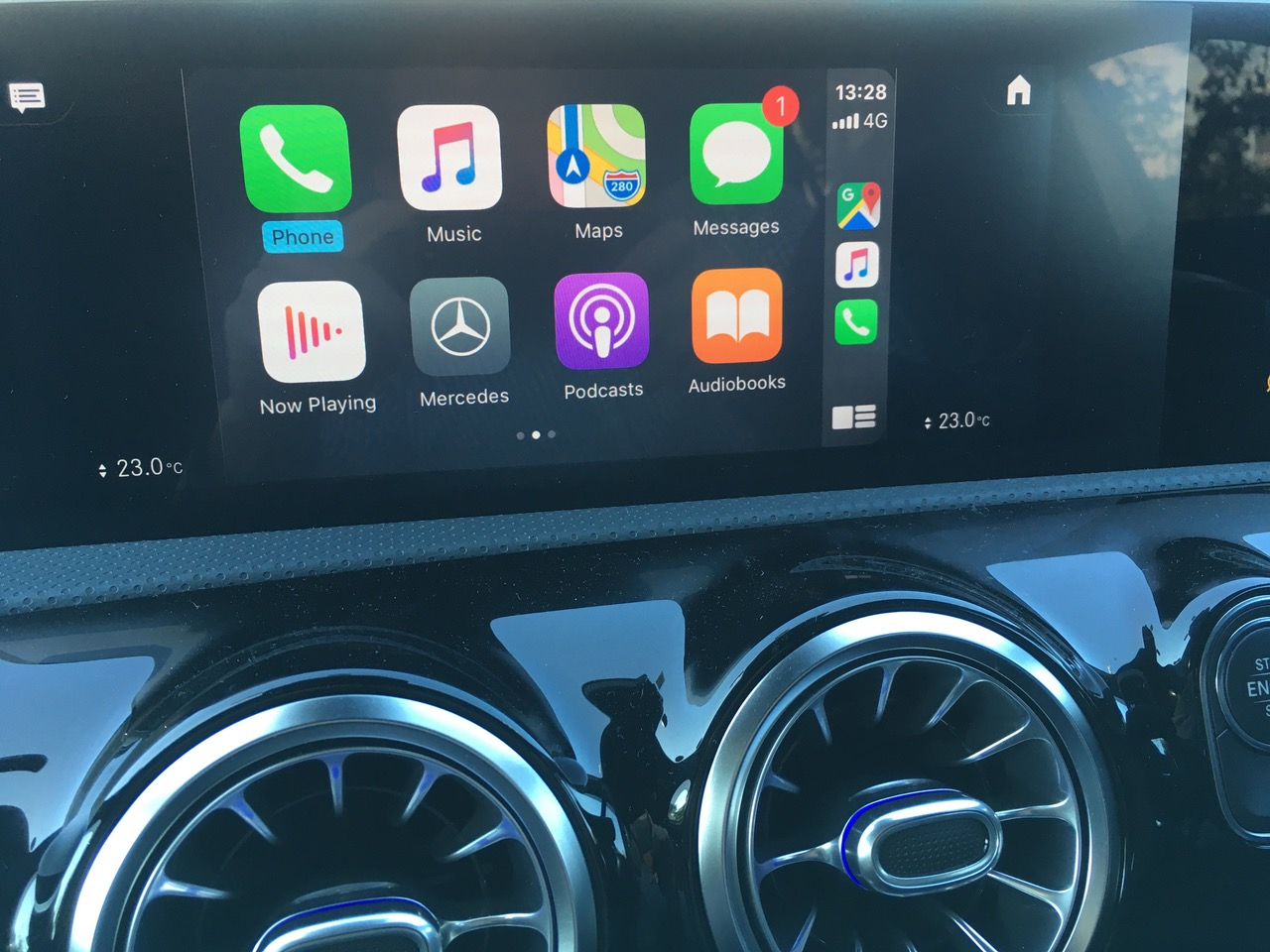

## История создания
Впервые концепт технологии был представлен на ежегодной презентации WWDC в июне 2013 года, тогда её прозвали iOS In The Car.
Официально технология была представлена широкой публике в день открытия Geneva International Motor Show в 2014 году. Именно на этой выставке операционная система для автомобилей приобрела своё название.
В 2022 году Apple представила следующее поколение CarPlay, которое расширит пользовательский интерфейс на несколько экранов в автомобиле. Он будет поддерживаться только на новых автомобилях, поскольку ему требуется мощное «железо». Первые автомобили с обновлённым CarPlay будут представлены в конце 2023 года.

## Взаимодействие
Взаимодействовать с CarPlay можно органами управления мультимедиа автомобиля, голосом при помощи Siri, а также с помощью сенсорного дисплея.

## Адаптированные автомобили
Первой адаптировала к CarPlay свои автомобили компания Ferrari. А на сегодняшний день технологию поддерживают следующие производители:
- Acura
- Audi
- BMW, в том числе Mini и Rolls-Royce
- Bentley
- Buick
- Cadillac
- Chevrolet
- Citroën
- DS Automobiles
- Ferrari
- Ford
- GMC
- Holden
- Honda
- Hyundai
- Kia
- Lamborghini
- Lincoln
- Mazda
- Mercedes-Benz
- Mitsubishi
- Nissan
- Opel
- Peugeot
- Porsche
- SEAT
- Škoda Auto
- Subaru
- Suzuki
- Vauxhall
- Volkswagen
- Volvo
- Toyota, в том числе и Lexus
- FAW
- Renault
- Lada

## Функции

### Карты
Приложение Карты для CarPlay является полноценным навигатором с звуковыми оповещениями. Приложение позволяет искать необходимые учреждения, прокладывать дорогу в пункт назначения, учитывая ситуацию на дороге, при помощи голосовых команд. 4 июня 2018 года Apple представила поддержку сторонних навигационных систем.

### Телефон
С помощью этого приложения можно совершать и принимать звонки с iPhone, подключённого к машине, по технологии HandsFree. Звук будет воспроизводиться через аудиосистему автомобиля.

### Сообщения
CarPlay позволяет принимать и отвечать на СМС и iMessage сообщения с помощью голосовых команд.

### Музыка
Можно слушать музыку, iTunes Radio, подкасты и другие аудиофайлы с iPhone, также управлять приложением можно голосом.

## Сторонние приложения
К CarPlay уже адаптировано несколько сторонних приложений, и, видимо, это число вскоре будет расти. На сегодняшний день это «iHeartRadio», «Spotify», «Stitcher», «TuneIn Radio», «Яндекс.Музыка», «Яндекс. Карты», «Яндекс. Навигатор», «2ГИС», Wase, Navitel, MAPS.ME, «Литрес. Аудиокниги».

## Похожие технологии
- Android Auto
- Яндекс.Авто